# Boconoito
Boconoito é uma cidade venezuelana, capital do município de San Genaro de Boconoito.